# Lyrisch nitraat
Pour plus de détails, voir Fiche technique et Distribution.
Lyrisch nitraat est un film néerlandais réalisé par Peter Delpeut et sorti en 1991.

## Synopsis
Le film est composé d'extraits de différents films muets impressionnés sur du film nitrate en décomposition, incluant des courts métrages, des documentaires et des récits de voyage. Il n'y a pas de narration formelle.

## Fiche technique
Sauf indication contraire, les informations mentionnées dans cette section peuvent être confirmées par la base de données cinématographiques IMDb,  présente dans la section « Liens externes ».
- Titre original : Lyrisch nitraat
- Réalisation : Peter Delpeut
- Son : Jan van Sandwijk
- Montage : Menno Boerema
- Production : Floor Kooij et Suzanne van Voorst
- Société de production : Yuca Film
- Pays de production :  Pays-Bas
- Format : noir et blanc coloré manuellement — 1.37 — 35 mm — Mono
- Genre : Film collage
- Durée : 50 minutes
- Dates de sortie :
  - Allemagne : 20 février 1991 (Berlinale)

## Production
Les films sont originaires des Desmet Collection du Eye Filmmuseum, où Delpeut a travaillé comme directeur adjoint pendant une décennie. Jean Desmet (1875-1956) était l'un des premiers distributeurs de films néerlandais. Après la mort de Desmet, une collection de copies de films a été découverte dans le grenier d'un théâtre qu'il possédait à Amsterdam, et a ensuite été ajoutée à la collection du musée.